# Ib Bluitgen
Ib Bluitgen (31. december 1921 – 4. august 2013) var en dansk sølvsmed. Ib Bluitgen kom som fjortenårig i lære i den berømte Georg Jensens sølvsmedje, som han afsluttede med sølvmedalje for svendestykke. 1945-48 gik han på Kunstakademiet som elev af professor Utzon-Frank, hvor han udviklede sit store talent for formens indre dynamik og kraft.
Ib Bluitgen debuterede på Charlottenborgs Forårsudstilling og Kunstnernes Efterårsudstilling som billedhugger samtidig med, at han på legater afrundede sin uddannelse med et ophold i Det Danske Studenterhus i Paris, hvor han inspireredes af de mange danske og udenlandske kunstnere, han mødte. Ib Bluitgen var i 1950’erne en del af det fremtrædende selskab af designere, kunsthåndværkere og sølvsmede, der var med til at sætte dansk sølv og kunsthåndværk på verdenskortet.
I 1953 blev han ansat som daglig leder af Georg Jensens berømte tegnestue. Selv stod han bl.a. for korpusarbejder til danske kirker og en omfattende fremstilling af smykker. Han har deltaget i udstillinger over hele verden, bl.a. Paris, London og New York, og er i dag repræsenteret med sølvarbejder på Museet på Koldinghus og på Kunstindustrimuseet i København. Blandt de udmærkelser, han har modtaget, kan nævnes Diplom 10. Triennale Milano, Statens Kunstfond og Karl Gustav Hansen Prisen.
Han var medstifter af Kunsthåndværkerrådet og medvirkede ved etableringen af det arbejdende sølvsmedeværksted på Herning Kunstmuseum. Fra 1962 og til sin død havde Ib Bluitgen eget atelier i Birkerød, hvor han arbejdede med korpus, smykker i sølv samt industrielt design.